# Gregorovce
Gregorovce (bis 1948 slowakisch „Gergelak“ – bis 1927 „Gergeľak“; ungarisch Gergelylaka) ist eine Gemeinde im Osten der Slowakei mit 941 Einwohnern (Stand 31. Dezember 2024) im Okres Prešov, einem Teil des Prešovský kraj, und wird zur traditionellen Landschaft Šariš gezählt.

## Geographie

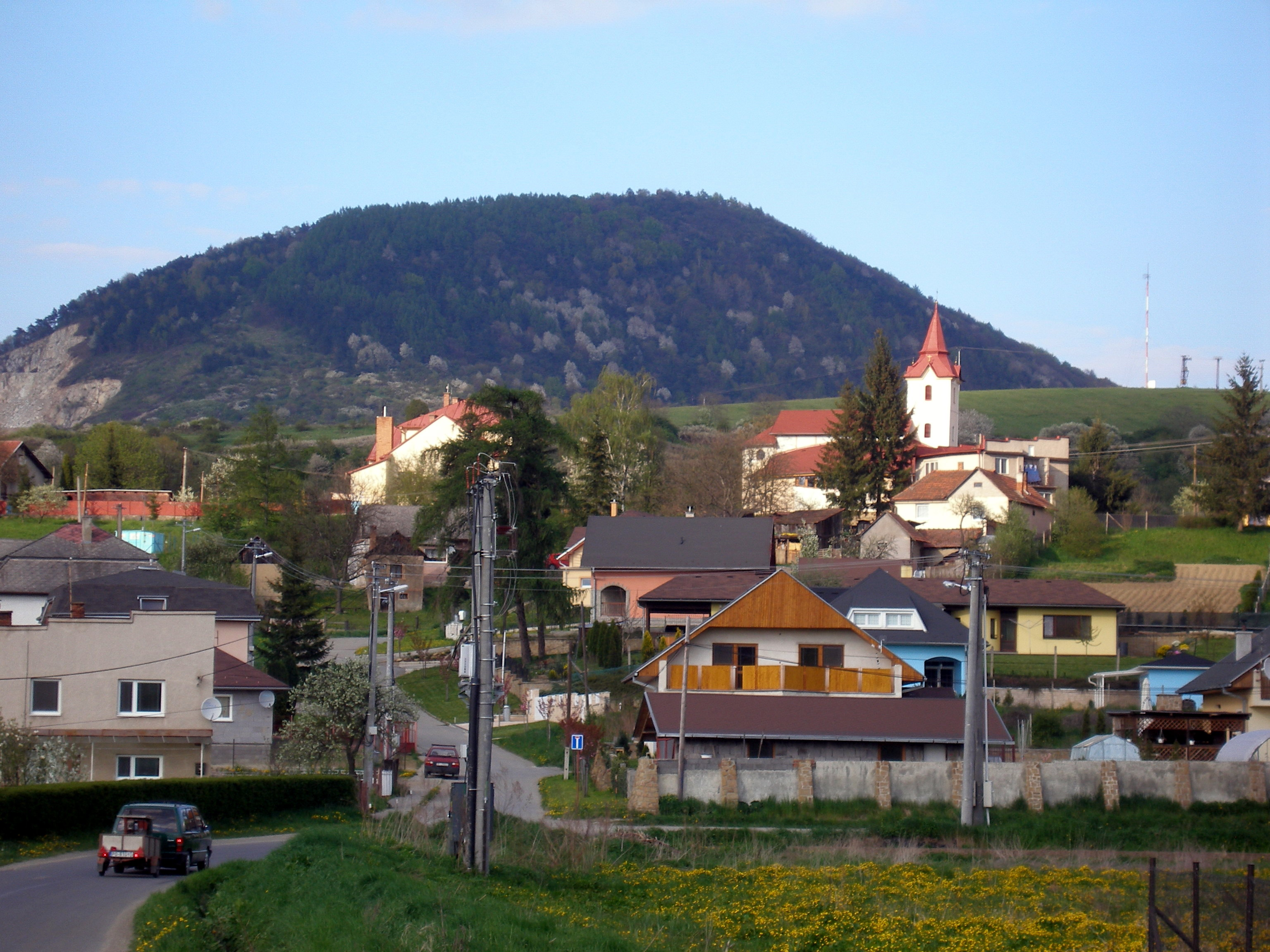
Gregorovce

Die Gemeinde befindet sich im Nordteil des Berglands Šarišská vrchovina im Tal des Baches Dzikov. Das Ortszentrum liegt auf einer Höhe von 304 m n.m. und ist fünf Kilometer von Veľký Šariš sowie 10 Kilometer von Prešov entfernt.
Nachbargemeinden sind Uzovce und Hubošovce im Norden, Terňa im Osten, Veľký Šariš im Süden und Šarišské Michaľany im Westen.

## Geschichte
Auf dem heutigen Gemeindegebiet gab es eine neolithische Siedlung der Bükker Kultur und später Lengyel-Kultur, weitere Siedlungen folgten in der Hallstatt- und Römerzeit.
Gregorovce wurde zum ersten Mal 1248 als Gregorfalva schriftlich erwähnt und war damals Teil des Herrschaftsgebiets der nahen Burg Scharosch, vorher gehörte das Dorf zum Gut des Bistums Erlau. 1278 wurde das Dorf Besitz des Landadels, 1427 wurde es in Höhe von acht Porta besteuert. 1739 brannte der ganze Ort aus. 1787 hatte die Ortschaft 70 Häuser und 454 Einwohner, 1828 zählte man 70 Häuser und 534 Einwohner, die als Landwirte beschäftigt waren.
Bis 1918/1919 gehörte der im Komitat Sáros liegende Ort zum Königreich Ungarn und danach zur Tschechoslowakei beziehungsweise heute Slowakei.

## Bevölkerung
| Jahr                | 1994 | 2004    | 2014    | 2024     |
| ------------------- | ---- | ------- | ------- | -------- |
| Anzahl der Personen | 735  | 781     | 823     | 941      |
| Unterschied         |      | +6,25 % | +5,37 % | +14,33 % |

| Jahr                | 2023 | 2024    |
| ------------------- | ---- | ------- |
| Anzahl der Personen | 935  | 941     |
| Unterschied         |      | +0,64 % |

Nach der Volkszählung 2011 wohnten in Gregorovce 806 Einwohner, davon 787 Slowaken, drei Ukrainer, zwei Russen und ein Russine. 13 Einwohner machten keine Angabe zur Ethnie.
661 Einwohner bekannten sich zur römisch-katholischen Kirche, 61 Einwohner zur Evangelischen Kirche A. B., neun Einwohner zur griechisch-katholischen Kirche, sieben Einwohner zur orthodoxen Kirche und ein Einwohner zur reformierten Kirche; zwei Einwohner bekannten sich zu einer anderen Konfession. 38 Einwohner waren konfessionslos und bei 27 Einwohnern wurde die Konfession nicht ermittelt.

## Bauwerke und Denkmäler
- römisch-katholische Kirche Mariä Geburt im klassizistischen Stil aus den Jahren 1774–75
- Landsitz aus der ersten Hälfte des 19. Jahrhunderts